# Pàmfil (poeta)
Pàmfil, en llatí Pamphilus, en grec antic Πάμφιλος, fou un poeta epigramàtic grec nascut a una ciutat desconeguda que apareix a la Garlanda de Meleagre, i del qual hi ha, a més a més, dos epigrames a l'Antologia grega. Podria ser el mateix Pàmfil que un dels escriptors d'aquest nom, com ara Pàmfil de Nicòpolis. La seva època és desconeguda.